# Supercoppa dei Campioni Intercontinentali 1969
Le squadre partecipanti sono state le vincenti della Coppa Intercontinentale dal 1960 al 1969.

## Gruppo CONMEBOL
| N° | Squadra          | Nazione              | Coppe Intercontinentali vinte |
| -- | ---------------- | -------------------- | ----------------------------- |
| 1  | Peñarol          | Uruguay (bandiera)   | 1961 e 1966                   |
| 2  | Santos           | Brasile (bandiera)   | 1962 e 1963                   |
| 3  | Racing Club      | Argentina (bandiera) | 1967                          |
| 4  | Estudiantes (LP) | Argentina (bandiera) | 1968                          |

| N° | Data             | Ora | Squadra 1        | Squadra 2        | Risultato     | Marcatori |
| -- | ---------------- | --- | ---------------- | ---------------- | ------------- | --------- |
| 1  | 13 novembre 1969 |     | Racing Club      | Peñarol          | 0 - 0         |           |
| 2  | 20 novembre 1969 |     | Estudiantes (LP) | Racing Club      | 0 - 1         |           |
| 3  | 26 novembre 1969 |     | Peñarol          | Estudiantes (LP) | 3 - 1         |           |
| 4  | 29 novembre 1969 |     | Racing Club      | Santos           | 2 - 1         |           |
| 5  | 2 dicembre 1969  |     | Peñarol          | Santos           | 2 - 1         |           |
| 6  | 4 dicembre 1969  |     | Estudiantes (LP) | Santos           | 3 - 1         |           |
| 7  | 9 dicembre 1969  |     | Santos           | Racing Club      | 0 - 2         |           |
| 8  | 11 dicembre 1969 |     | Santos           | Peñarol          | 2 - 0         |           |
| 9  | 20 dicembre 1969 |     | Racing Club      | Estudiantes (LP) | 0 - 0         |           |
| 10 | 23 dicembre 1969 |     | Peñarol          | Racing Club      | 4 - 1         |           |
| 11 | 30 dicembre 1969 |     | Estudiantes (LP) | Peñarol          | 1 - 2         |           |
| 12 | 31 dicembre 1969 |     | Santos           | Estudiantes (LP) | non disputata |           |

## Gruppo UEFA
| N° | Squadra     | Nazione           | Coppe Intercontinentali vinte |
| -- | ----------- | ----------------- | ----------------------------- |
| 1  | Real Madrid | Spagna (bandiera) | 1960                          |
| 2  | Inter       | Italia (bandiera) | 1964 e 1965                   |
| 3  | Milan       | Italia (bandiera) | 1969                          |

| N° | Data          | Ora | Squadra 1   | Squadra 2   | Risultato     | Marcatori |
| -- | ------------- | --- | ----------- | ----------- | ------------- | --------- |
| 1  | dicembre 1969 |     | Milan       | Inter       | non disputata |           |
| 2  | dicembre 1969 |     | Inter       | Milan       | non disputata |           |
| 3  | dicembre 1969 |     | Milan       | Real Madrid | non disputata |           |
| 4  | dicembre 1969 |     | Real Madrid | Milan       | non disputata |           |
| 5  | dicembre 1969 |     | Inter       | Real Madrid | non disputata |           |
| 6  | dicembre 1969 |     | Real Madrid | Inter       | non disputata |           |

## Finali
| N° | Data | Ora | Squadra 1            | Squadra 2            | Risultato     | Marcatori |
| -- | ---- | --- | -------------------- | -------------------- | ------------- | --------- |
| 1  | 1970 |     | Vincente Gruppo UEFA | Peñarol              | non disputata |           |
| 2  | 1970 |     | Peñarol              | Vincente Gruppo UEFA | non disputata |           |

Il Peñarol fu proclamato vincitore, in quanto il “Gruppo UEFA” non venne disputato.